# Riccardo Masini
Riccardo Masini (Magenta, 8 agosto 1977 – Cassolnovo, 4 agosto 2005) è stato un giocatore di biliardo italiano.

## Palmarès
- 1990-1991 – Campionato Europeo 5 birilli Categoria Juniores
- 1994-1995 – Campionato Europeo 5 birilli Categoria Juniores
- 1995-1996 – Campionato Europeo 5 birilli Categoria Juniores
- 1999-2000 – Coppa Campioni a Squadre
- 2001 – Gran Premio Saint Vincent di Goriziana
- 2002-2003 – Coppa Campioni a Squadre

## Riconoscimenti postumi
Dal 2006 si svolge un "memorial" cinque birilli in suo ricordo.